# Delet

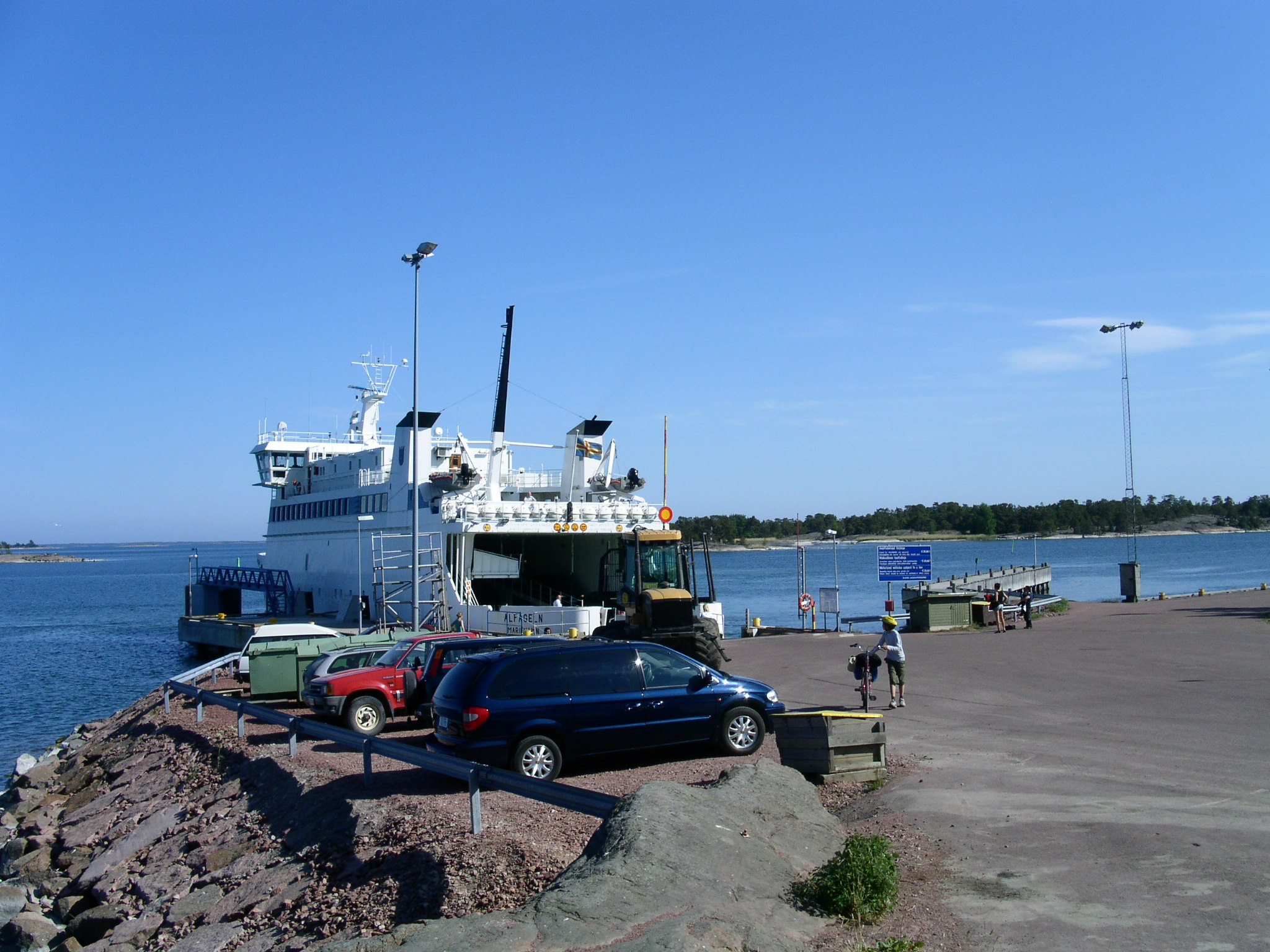
Färjan på Vårdö som ska gå över Delet.

Delet, finska: Teili, är en fjärd i Skärgårdshavet mellan Vårdö och Kumlinge, Åland. Den sträcker sig från Sottunga norrut förbi Seglinge där den böjer av åt nordväst mellan Ledsöra och Långrasket, vidare öster om Simskäla och upp mot Sälö.